# 鏡石町
鏡石町（日语：／ Kagamiishi machi */?）是位于福島縣中部的一町。

## 歷史
- 1889年（明治22年） -町村制實施、鏡田村、笠石村、成田村、久来石村合併為鏡石村。
- 1962年（昭和37年） -町制施行，升格為鏡石町。

## 經濟
農業、畜牧業為主

## 教育
小學校
- 鏡石町立第一小學校
- 鏡石町立第二小學校

中學校
- 鏡石町立鏡石中學校

高校
- 福島縣立岩瀬農業高等學校

## 景點
- 岩瀬牧場 - 歌曲“牧場之朝”

## 出生名人
吉田康夫  棒球選手

## 外部連結
- 官方网站 （日語）